# Jackson (Minnesota)
 For alternative betydninger, se Jackson. (Se også artikler, som begynder med Jackson)
Jackson er en amerikansk by og administrativt centrum i det amerikanske county Jackson County i staten Minnesota. I 2000 havde byen et indbyggertal på 3.501.

## Ekstern henvisning
- Jacksons hjemmeside (engelsk)

43°37′15″N 94°59′19″V / 43.620833333333°N 94.988611111111°V